# Touro
Touro – gmina w Hiszpanii, w prowincji A Coruña, w Galicji, o powierzchni 115,34 km². W 2011 roku gmina liczyła 3979 mieszkańców.